# Jerzy Stuhr
Jerzy Oskar Stuhr (IPA: [ˈjɛʐɨ ˈʂtur]) (Cracovia, 18 aprile 1947 – Cracovia, 9 luglio 2024) è stato un attore e regista polacco.
Lavorò con i maggiori registi polacchi, fra cui Andrzej Wajda, Krzysztof Zanussi e soprattutto Krzysztof Kieślowski.

## Biografia
Di origini austriache per parte paterna (i suoi avi, Leopold Stuhr ed Anna Thill, originari entrambi di Mistelbach, nella Bassa Austria, si stabilirono a Cracovia, al secolo parte dell'Impero austro-ungarico, nel 1879), dopo essersi laureato nel 1970 presso l'Università Jagellonica e aver successivamente studiato per due anni presso l'Accademia di arti drammatiche di Cracovia (Państwowa Wyższa Szkoła Teatralna), a partire dai primi anni Settanta iniziò la sua carriera di attore sia teatrale che cinematografico. A teatro lavorò in particolare con Jerzy Jarocki e Andrzej Wajda, cimentandosi con i classici russi (Čechov, Gogol', Dostoevskij) e con Shakespeare. Fu poi invitato in Italia, con altri artisti polacchi, nel 1980 da "L'Atelier di Formia - Istituto Internazionale di Ricerca sul Teatro Contemporaneo", diretto dal regista e direttore artistico Giovanni Pampiglione col quale divenne, per le scelte di repertorio presentate al pubblico italiano di opere di Mrożek, Jasieński e Witkiewicz, "Ambasciatore del teatro polacco" in Italia e in Europa.
Nei cinque anni di questa collaborazione, tra gli altri, furono invitati il musicista Stanislaw Radwan, il pittore Franciszek Starowieyski, il Maestro di pantomima Leszek Czarnota, per scene e costumi Jan Polewka, oltre ad altri attori quali Krystyna Janda, Ewa Kolasinska, Lidia Koslovich. Dagli anni Ottanta iniziò anche la grande avventura con la cultura italiana, incontrando artisti del teatro e del cinema italiano quali Adriana Asti, Michele Placido e Nanni Moretti, lavorando poi al Piccolo di Milano e allo Stabile di Genova. «Tutto ciò lo devo all'Atelier di Formia e a Giovanni Pampiglione, che all'epoca mi invitò in questo magnifico posto... È stato il mio ingresso personale in Europa, nell'Europa del teatro e dell'arte». (Jerzy Stuhr, luglio 2005). A partire dal film Blizna (1976) iniziò l'importante collaborazione con Krzysztof Kieślowski, per il quale interpretò fra gli altri Il cineamatore (1979) e Decalogo 10 (1989).
Esordì con successo alla regia teatrale nel 1985 con il monologo Il contrabbasso di Patrick Süskind, del quale fu anche interprete. Nel corso degli anni Novanta diresse poi diverse opere shakespeariane. Esordì invece alla regia cinematografica solo nel 1995, con Spis cudzołożnic, tratto da un romanzo di Jerzy Pilch. Nel 1997 la sua seconda opera cinematografica, Storie d'amore (1997), dedicata a Kieślowski, scomparso l'anno precedente, fu presentata in concorso alla Mostra del cinema di Venezia, dove vinse il Premio FIPRESCI e altri riconoscimenti collaterali. Ritornò a Venezia due anni dopo con Sette giorni nella vita di un uomo (1999). Il successivo Duże zwierzę (2000), da una sceneggiatura di Kieślowski, vinse il premio speciale della giuria al Festival Internazionale del cinema di Karlovy Vary.
Jerzy Stuhr ammise che Caro diario (1993) di Nanni Moretti ebbe un'influenza di rilievo per quanto riguarda il suo approccio autobiografico alla regia cinematografica. Nel 2011 interpretò il ruolo di Marcin Raijski, portavoce della Santa Sede, in Habemus Papam di Moretti.

## Filmografia

### Attore
- La terza parte della notte (Trzecia czesc nocy), regia di Andrzej Żuławski (1971)
- Milion za Laure, regia di Hieronim Przybyl (1971)
- Przyjecie na dziesiec osób plus trzy, regia di Jerzy Gruza (1973)
- Na wylot, regia di Grzegorz Królikiewicz (1973)
- Strach, regia di Antoni Krauze (1975)
- Próba cisnienia, regia di Tadeusz Junak (1976) (TV)
- La cicatrice (Blizna), regia di Krzysztof Kieślowski (1976)
- Wodzirej, regia di Feliks Falk (1978)
- Senza anestesia (Bez znieczulenia), regia di Andrzej Wajda (1978)
- Attori di provincia (Aktorzy prowincjonalni), regia di Agnieszka Holland (1979)
- Il cineamatore (Amator), regia di Krzysztof Kieślowski (1979)
- Szansa, regia di Feliks Falk (1979)
- La tranquillità (Spokój), regia di Krzysztof Kieślowski (1980) (TV)
- Cma, regia di Tomasz Zygadlo (1980)
- Wizja lokalna 1901, regia di Filip Bajon (1980)
- Destino cieco (Przypadek), regia di Krzysztof Kieślowski (1981) (non accreditato)
- Da un paese lontano (From a Far Country), regia di Krzysztof Zanussi (1981)
- Wojna swiatów - nastepne stulecie, regia di Piotr Szulkin (1981)
- Dziady, regia di Laco Adamik (1983) (TV)
- Seksmisja, regia di Juliusz Machulski (1984)
- L'anno del sole quieto (Rok spokojnego slonca), regia di Krzysztof Zanussi (1984)
- O-bi, O-ba - Koniec cywilizacji, regia di Piotr Szulkin (1985)
- Mysteria replica di un omicidio (Medium), regia di Jacek Koprowicz (1985)
- Ga, Ga - Chwala bohaterom, regia di Piotr Szulkin (1986)
- Bohater roku, regia di Feliks Falk (1987)
- Matka Królów, regia di Janusz Zaorski (1987)
- Pociag do Hollywood, regia di Radoslaw Piwowarski (1987)
- Ucieczka, regia di Tomasz Szadkowski (1987)
- Luk Erosa, regia di Jerzy Domaradzki (1987)
- Déjà vu, regia di Juliusz Machulski (1988)
- Smierc Johna L., regia di Tomasz Zygadlo (1988)
- Kingsajz, regia di Juliusz Machulski (1988)
- Obywatel Piszczyk, regia di Andrzej Kotkowski (1989)
- Decalogo 10 (Dekalog, dziesięć), regia di Krzysztof Kieślowski (1989)
- Vita per vita (Zycie za zycie), regia di Krzysztof Zanussi (1991)
- Uprowadzenie Agaty, regia di Marek Piwowski (1993)
- Tre colori - Film bianco (Trois couleurs: Blanc), regia di Krzysztof Kieślowski (1994)
- Spis cudzołożnic (1995) (TV) - anche regista
- Matka swojej matki, regia di Robert Glinski (1996)
- Storie d'amore (Historie miłosne) (1997) - anche regista
- Kiler, regia di Juliusz Machulski (1997)
- Kilerów 2-óch, regia di Juliusz Machulski (1999)
- Sette giorni nella vita di un uomo (Tydzień z życia mężczyzny) (1999) - anche regista
- Daun Haus, regia di Roman Kachanov (2000)
- La vita altrui, regia di Michele Sordillo (2000)
- Duże zwierzę (2000) - anche regista
- Weiser, regia di Wojciech Marczewski (2001)
- Show, regia di Maciej Slesicki (2003)
- Pogoda na jutro (2003) - anche regista
- Persona non grata, regia di Krzysztof Zanussi (2005)
- Doskonale popoludnie, regia di Przemyslaw Wojcieszek (2005)
- Il caimano, regia di Nanni Moretti (2006)
- The Making of Parts, regia di Daniel Elliott (2006) - cortometraggio
- Korowód (2007) - anche regista
- Mistyfikacja, regia di Jacek Koprowicz (2010)
- Io sono con te, regia di Guido Chiesa (2010)
- Habemus Papam, regia di Nanni Moretti (2011)
- L'ultimo papa re, regia di Luca Manfredi (2013) - miniserie TV
- My Italy, regia di Bruno Colella (2017)
- Rimetti a noi i nostri debiti, regia di Antonio Morabito (2018)
- Il sol dell'avvenire, regia di Nanni Moretti (2023)
- Non morirò di fame, regia di Umberto Spinazzola (2023)

### Regista
- Spis cudzołożnic (1995) (TV)
- Storie d'amore (Historie miłosne) (1997)
- Sette giorni nella vita di un uomo (Tydzień z życia mężczyzny) (1999)
- Duże zwierzę (2000)
- Pogoda na jutro (2003)
- Korowód (2007)
- Obywatel (2014)

## Doppiatori italiani
- Franco Zucca in Decalogo
- Paolo Lombardi in Tre colori - Film bianco

## Teatrografia parziale

### Regista
- Il contrabbasso di Patrick Süskind (1985)
- Iwona księżniczka Burgunda di Witold Gombrowicz (1990)
- La bisbetica domata di William Shakespeare (1991)
- Il borghese gentiluomo di Molière (1993)
- Macbeth di William Shakespeare (1995)
- Le allegre comari di Windsor di William Shakespeare (1998)
- I reverendi di Sławomir Mrożek (2001)

### Attore
- Dziady di Adam Mickiewicz, regia di Konrad Swinarski (1973)
- Proces, tratto da Il processo di Franz Kafka, regia di Jerzy Jarocki (1973)
- Noc listopadowa di Stanisław Wyspiański, regia di Andrzej Wajda (1974)
- Il giardino dei ciliegi di Anton Čechov, regia di Jerzy Jarocki (1975)
- Emigranci di Sławomir Mrożek, regia di Andrzej Wajda (1976)
- Platonov di Anton Čechov, regia di Bogdan Hussakowski (1976)
- Życiorys di Krzysztof Kieślowski, regia di Krzysztof Kieślowski (1977)
- Citizen Pekosiewicz di Tadeusz Słobodzianek, regia di Bogdan Hussakowski (1978)
- 10 Portretów z czajką w tle, tratto da Il gabbiano di Anton Čechov, regia di Jerzy Grzegorzewski (1979)
- Il revisore di Nikolaj Gogol', regia di Jerzy Jarocki (1980)
- Il Macello di Sławomir Mrożek, regia di Giovanni Pampiglione (1980)
- Hamleta (Sceny i monologi), tratto da Amleto di William Shakespeare, regia di Andrzej Wajda (1981)
- Amleto di William Shakespeare, regia di Andrzej Wajda (1981)
- Il Ballo dei Manichini di Bruno Jasieński, regia di Giovanni Pampiglione (1981)
- La Piovra di Stanisław Ignacy Witkiewicz, regia di Giovanni Pampiglione (1982) Festival dei Due Mondi di Spoleto
- Romolo il Grande di Friedrich Dürrenmatt, regia di Giovanni Pampiglione (1983)
- Zbrodnia i kara, tratto da Delitto e castigo di Fëdor Dostoevskij, regia di Andrzej Wajda (1984)
- Il Ballo dei Manichini di Bruno Jasieński, regia di Giovanni Pampiglone (1984) Festival dei Due Mondi di Spoleto
- Romolo il grande di Friedrich Dürrenmatt, regia di Giovanni Pampiglione (1996)

## Riconoscimenti
- 1998: Nastro d'argento europeo
- 2005: Premio Robert Bresson
- 2012: Terni Film Festival - Angelo alla carriera
- 2017: Terni Film Festival - Migliore attore protagonista per Obywatel
- 2022: Terni Film Festival - Migliore attore non protagonista per Non morirò di fame